# سوزي ماكليستر
سوزي ماكليستر (بالإنجليزية: Susie McAllister)‏ هي لاعبة غولف أمريكية، ولدت في 27 أغسطس 1947 في بومونت في الولايات المتحدة.

## وصلات خارجية
- سوزي ماكليستر على موقع رابطة لاعبات الغولف المحترفات (الإنجليزية)